# عبر المحيط الهادئ (فلم 1926)
عبر المحيط الهادئ (بالإنجليزية: Across the Pacific) هو فيلم أبيض وأسود مغامرات رومانسي صامت أمريكي صدر عام 1926 من إنتاج وارنر براذرز وإخراج روي ديل روث وبطولة مونتي بلو. الفيلم مقتبس من مسرحية من تأليف تشارلز بلاني وجيه جيه ماكلوسكي عام 1900. تم تصوير المسرحية مع دوروثي دالتون عام 1914. لكن ربما تم إصدار الفيلم مع موسيقى تصويرية من نوع فيتابون.

## ملخص الفيلم
بعد أن جلب والده العار لعائلته، انضم مونتي إلى الحرب الإسبانية الأمريكية وذهب مع كتيبته إلى الفلبين. على الرغم من أن لديه حبيبة في وطنه، كلير مارش، إلا أنه تم تجنيده ليقيم علاقة غرامية مع فتاة مختلطة الأعراق، تدعى روما، التي تعرف مكان وجود الزعيم الفلبيني إميليو أغينالدو. يجب على مونتي أن يستمر في الحيلة حتى عندما تأتي كلير إلى الجزر لزيارته. حصل أخيرًا على المعلومات التي يحتاجها ولكن ليس قبل أن يتم تصنيفه على أنه هارب ومن ثم يجب عليه إثبات همته في ساحة المعركة. عندما يتم سحق التمرد والقبض على أغينالدو، يتمكن مونتي من شرح كل شيء لكلير، ويتم لم شمل الزوجين.

## طاقم التمثيل
- مونتي بلو في دور مونتي
- جين وينتون في دور كلير مارش
- ميرنا لوي في دور روما
- تشارلز ستيفنز في دور إميليو أجوينالدو
- توم ويلسون في دور توم
- والتر ماكجريل في دور الكابتن جروفر
- هربرت برايور في دور العقيد مارش
- إدغار كينيدي في دور العريف رايان
- ثيودور لورش في دور وكيل أجوينالدو
- أبراهام جاكوب هولاندرسكي في دور الرجل العجوز القوي في مشهد البار

## روابط خارجية
- عبر المحيط الهادئ  في قاعدة بيانات الأفلام على الإنترنت (بالإنجليزية)
- عبر المحيط الهادئ على موقع أول موفي.
- عبر المحيط الهادئ (فلم 1926) في قاعدة بيانات تيرنر كلاسيك موفيز للأفلام.
- عبر المحيط الهادئ على فهرس معهد الفيلم الأمريكي
- عبر المحيط الهادئ على قاعدة بيانات برودواي على الإنترنت